# Renate Baader
Renate Baader, geborene Hitze (* 12. Oktober 1937 in Breslau; † 4. März 2007 in Düsseldorf), war eine deutsche Romanistin, Literaturwissenschaftlerin und Frauenforscherin.

## Leben und Karriere
Renate Hitze wurde 1965 an der Universität zu Köln mit einer romanistisch-mediävistischen Arbeit promoviert. Sie war an den Universitäten Saarbrücken und FU Berlin Assistentin von Horst Baader und an den Universitäten Köln und Bonn Akademische Rätin und Oberrätin. 1984 habilitierte sich Renate Baader, wie sie inzwischen heißt, in Saarbrücken bei Hans-Jörg Neuschäfer mit einer Arbeit über Madeleine de Scudéry und weitere französische Autorinnen des 17. Jahrhunderts und lehrte in Bonn als Privatdozentin.

## Veröffentlichungen

### Als Verfasserin
- Studien zu Sprache und Stil der Kampfschilderungen in den Chansons de Geste. Droz, Genf 1965. (Diss. Köln 1966)
- Wider den Zufall der Geburt. Marivaux’ große Romane und ihre zeitgenössische Wirkung. W. Fink, München 1976.
- Die Literatur der Frau oder die Auflärung der kleinen Schritte. In: Jürgen von Stackelberg und andere (Hrsg.): Europäische Aufklärung III. (= Neues Handbuch der Literaturwissenschaft. Band 13). Wiesbaden 1980, S. 79–106.
- Dames de lettres. Autorinnen des preziösen, hocharistokratischen und „modernen“ Salons (1649–1698): Mlle de Scudéry. Mlle de Montpensier. Mme d’Aulnoy. J.B. Metzlersche Verlagsbuchhandlung, Stuttgart 1986.

### Als Herausgeberin
- mit Dietmar Fricke: Die französische Autorin vom Mittelalter bis zur Gegenwart. Akademische Verlagsgesellschaft Athenaion, Wiesbaden 1979.
- Molière. Wissenschaftliche Buchgesellschaft, Darmstadt 1980.
- Das Frauenbild im literarischen Frankreich vom Mittelalter bis zur Gegenwart. Wissenschaftliche Buchgesellschaft, Darmstadt 1988.
- 17. Jahrhundert. Roman, Fabel, Maxime, Brief. Tübingen Stauffenburg, Tübingen 1999.